# Anton Freissler

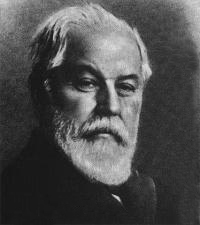
Anton Freissler

Anton Freissler (* 13. März 1838 in Klantendorf (Kujavy), Mähren, Österreich-Ungarn; † 29. Februar 1916 in Hinterbrühl), auch Anton Freißler geschrieben, war ein österreichischer industrieller Unternehmer, Techniker und Entwickler von Aufzügen. Er war der erste Hersteller elektrischer Personen- und Lastenaufzüge in Österreich. Sein Unternehmen war führend zu seiner Zeit und er wurde zum k.u.k. Hoflieferanten ernannt.

## Jugend, Ausbildung, erste Jahre

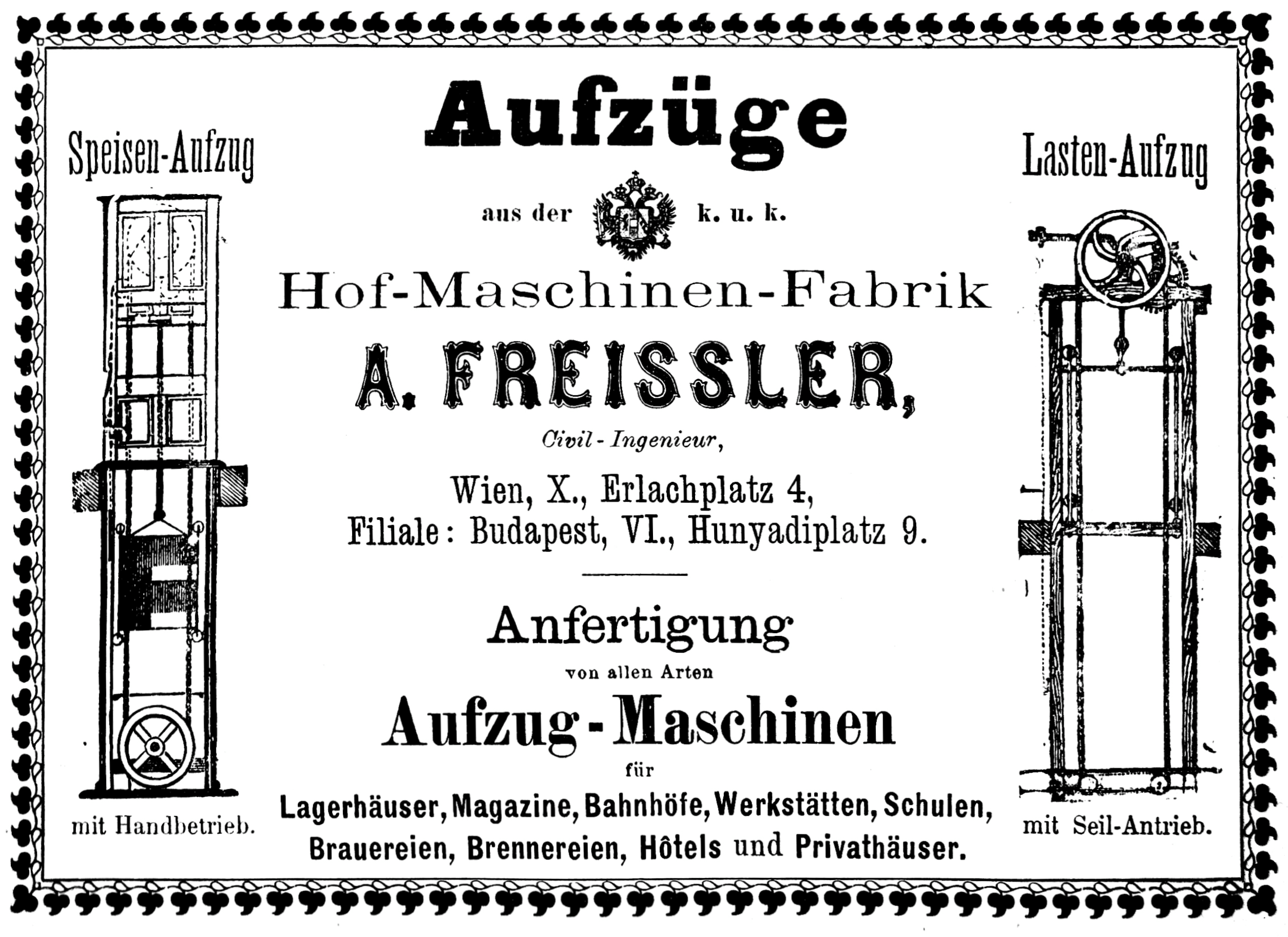
Werbung von Anton Freissler mit Beispielen seiner Aufzüge (1891)

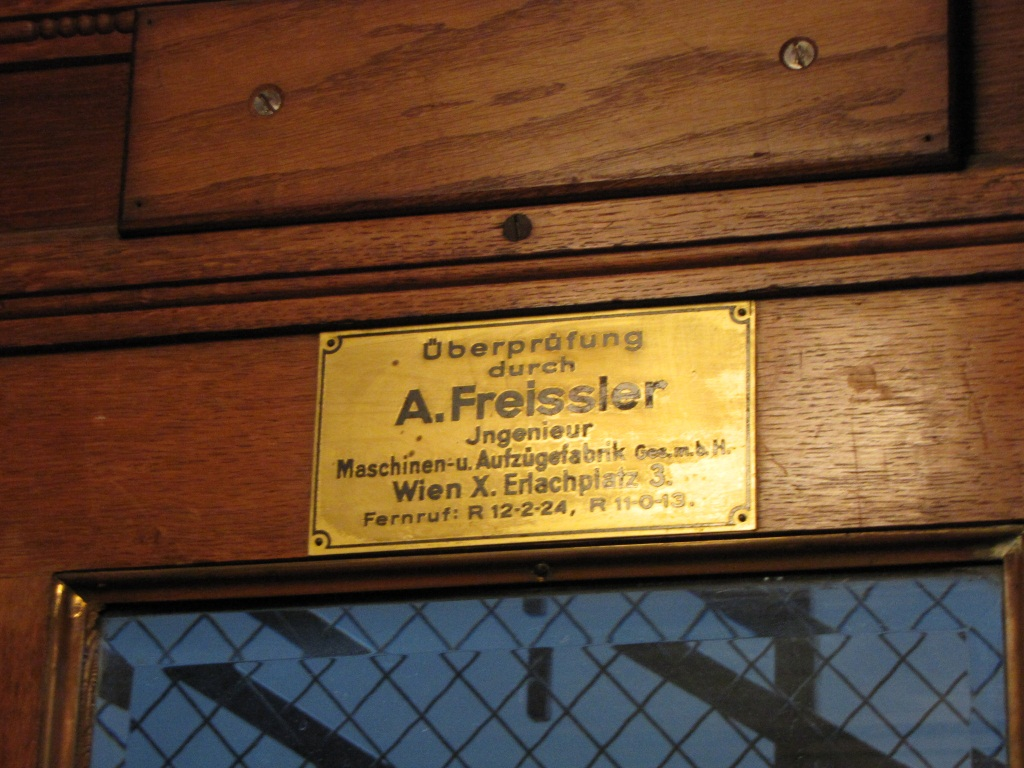
Schild in einem Freissler-Aufzug aus den 1920er Jahren in Wien 3

Die Schreibweise seines Namens findet sich in verschiedener Form. Auf seinem Taufschein steht Anton Freiſsler, er unterschrieb die erste Patentschrift mit Freisler, sein Unternehmen war als Freissler registriert.
Anton Freissler wurde als 10. Kind einer Landwirtefamilie in Klantendorf in Nordmähren (bei Fulnek) geboren. Seine Kindheit war von Anspruchslosigkeit und Genügsamkeit geprägt. Trotzdem war die Familie bereit, anderen zu Zeiten von Hunger in Not zu helfen; Freissler wurde später bekannt für die soziale Fürsorge für seine Angestellten.
In der Schule bekam er gute Noten und besuchte später gegen den Widerstand seines Vaters die Unterrealschule in Troppau. Mit 18 Jahren durfte er nach Wien ziehen, um dort zu studieren. Er fing am Polytechnikum an, wo er unter sehr widrigen finanziellen Umständen mit Hilfe seines jüngeren Bruders, der mittlerweile Kaufmann war, sein Studium beenden konnte.
Er konnte anfangs keine Anstellung finden und wurde endlich 1861 nach 31 persönlichen Vorstellungsgesprächen bei der Maschinen-, Kessel- und Metallwarenfabrik Ferdinand Dolainsky als Volontär aufgenommen. Dolainsky beschäftigte mehr als 400 Arbeiter und produzierte verschiedene Einrichtungen für Fabriken. Freissler konnte sich in kurzer Zeit einarbeiten und sein Können unter Beweis stellen. Die mangelnde Versorgung der Arbeiter trieb ihn dazu, als erster in Wien eine allgemeine Krankenkasse einzurichten, deren Ehrenmitglied er später wurde. Sein Wissensdurst und seine Ambition brachten ihn jedoch bald dazu, eine neue Stellung zu suchen. 1866 trat er im Zivilingenieurbüro Erb und Henrici ein, das sich mit dem Bau von städtischen Wasserleitungen, die für den Bau der Wiener Ringstraße benötigt wurden, befasste.
Freissler gehörte dem Niederösterreichischen Gewerbeverein an und wurde 1867 mit einer Anzahl weiterer junger Ingenieure nach Paris zur Weltausstellung entsandt. Dort sollte er städtische Einrichtungen studieren und einen Bericht zum Thema verfassen, der mit großen Enthusiasmus in Wien empfangen wurde. In seinem Bericht schrieb er über die neuesten Entwicklungen im Bereich der hydraulischen Aufzüge. Dieses Thema interessierte ihn sehr und er fing an, sich mit der Konstruktion von technischen Aufzügen zu befassen. 1867 stellte er den Antrag auf ein Privileg, damals ein Vorgänger der heutigen Patente. Darin schlug er eine wesentliche Verbesserung in dieser Technik vor; das Privileg wurde vom Wiener Polytechnikum geprüft und unter der Nummer 2618/493 erteilt.

## Unternehmer

Werbung von Anton Freissler (1900)

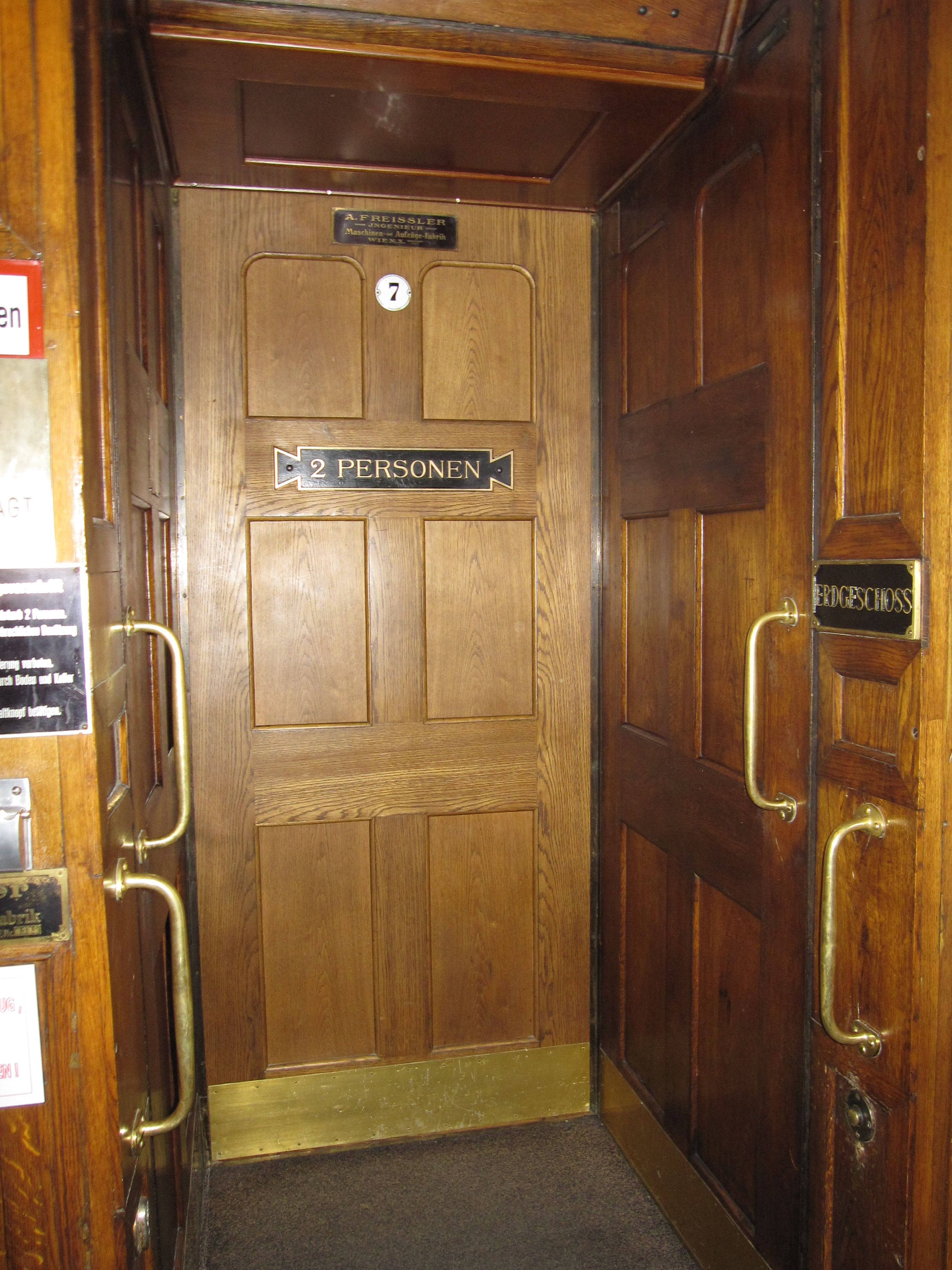
Kabine des Paternoster F. Nr. 6295 (1910) im Wiener Haus der Industrie

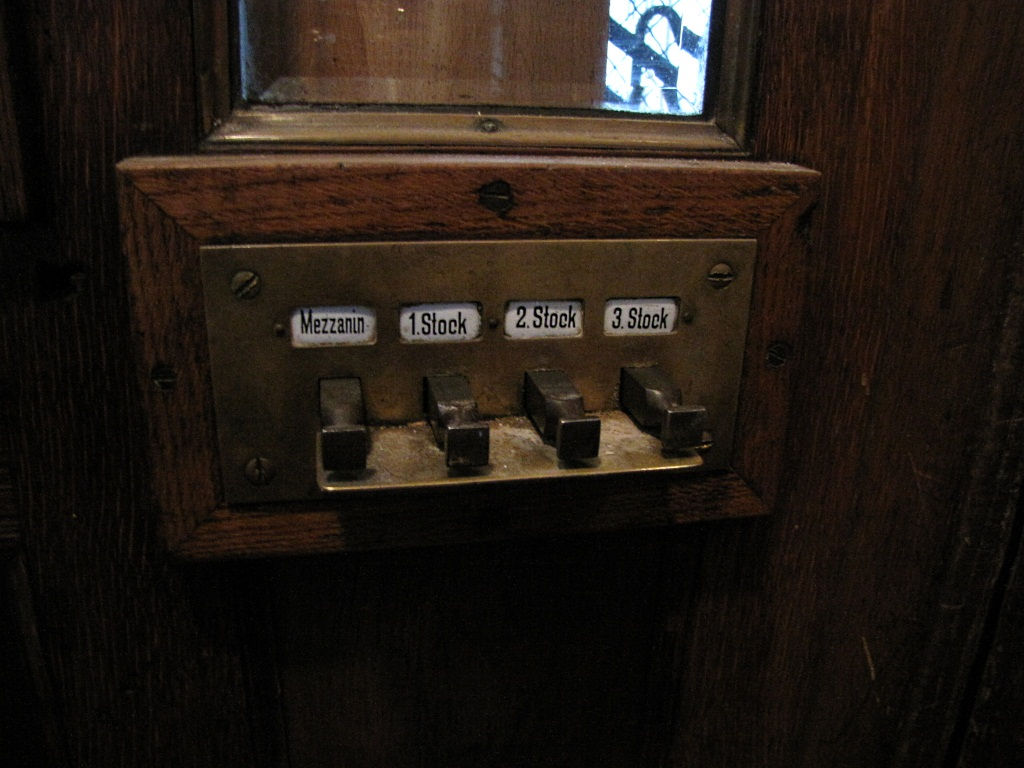
Mechanisches Bedientableau in einem Freissler-Aufzug aus den 1920er Jahren (Wien 3)

Um seine Ideen umzusetzen, machte er sich selbständig und kaufte mit Hilfe von Verwandten einen kleinen Schlosserbetrieb im 4. Bezirk. Am 15. Jänner 1868 begann er mit vier Arbeitern mit dem Bau von handbetriebenen Aufzügen. Auf Grund seiner fachlichen Kenntnisse und kaufmännischen Fähigkeiten konnte er seinen Betrieb bald aufstocken. Er heiratete am 18. September 1869 die Tochter des ehemaligen Besitzers des Betriebes. 1870 errichtete er seinen ersten Personenaufzug in Wien.
Ein hydraulischer Personenaufzug wurde im Haus Wipplingerstraße 2 im 1. Wiener Bezirk installiert und war der erste seiner Art in Wien. Bei der Wiener Weltausstellung von 1873 stellte er acht seiner Aufzüge vor. Auf Grund seines Erfolges verlegte er bald seine Fabrik an den Erlachplatz 3 im 10. Bezirk. 1876 erhielt er den ersten Exportauftrag für den Bahnhof Rotterdam.
Seine Fürsorge für seine Mitarbeiter war bekannt, 1889 ließ er eigens ein Wohnhaus für sie einrichten.
Durch die Erfindung der Dynamomaschine durch Werner von Siemens konnte die Entwicklung von Aufzügen einen weiteren Schritt gehen. 1883 wurde zum ersten Mal in Österreich-Ungarn der Elektromotor bei einem Aufzug bei der Internationalen Elektrischen Ausstellung in der Rotunde vorgeführt.
1884 erhielt Freissler den Titel eines k.u.k. Hof-Maschinenfabrikanten. 1895 wurde eine Zweigniederlassung in der Davidgasse 2 im VI. Bezirk von Budapest eröffnet. 1896 wurden am Bahnhof Hauptzollamt zwei Waggonhebebühnen mit einer Tragkraft von 30.000 kg von ihm eingebaut, was damals eine Sensation war. Einige Jahre später fertigte er für die Werkstätte der k.k. priv. Ferdinands Nordbahn ein Lokomotiv-Hebewerk von 60.000 kg Tragkraft.
1909 errichtete er einen Paternoster im Haus der Industrie am Schwarzenbergplatz. Dieser in Österreich älteste Aufzug dieser Art ist heute noch in Betrieb. 1910 meldete er das Patent Nr. 41612 an, eine Verbesserung der Druckknopfsteuerung, die vor allem in Krankenhäusern verwendet wurde. Er schlug auch weitere Verbesserungen auf dem Gebiet der städtischen Einrichtungen wie Elektrizitäts- und Wasserversorgung vor, die ebenfalls in die Praxis umgesetzt wurden. In der Zeit von 1910 bis 1914 wurden jährlich über 100 verschiedene Aufzüge produziert.
Mit 70 Jahren zog er sich aus dem Arbeitsleben zurück und übergab die Leitung des Unternehmens an Max Steskal, der bis 1920 tätig war.
Anton Freissler verstarb 1916 knapp vor seinem 78. Geburtstag. Begraben wurde er am Friedhof Hinterbrühl.
Als Abgeordneter der Liberalen gehörte er von 1875 bis 1878 dem Wiener Gemeinderat an.

## Fortbestand des Betriebes

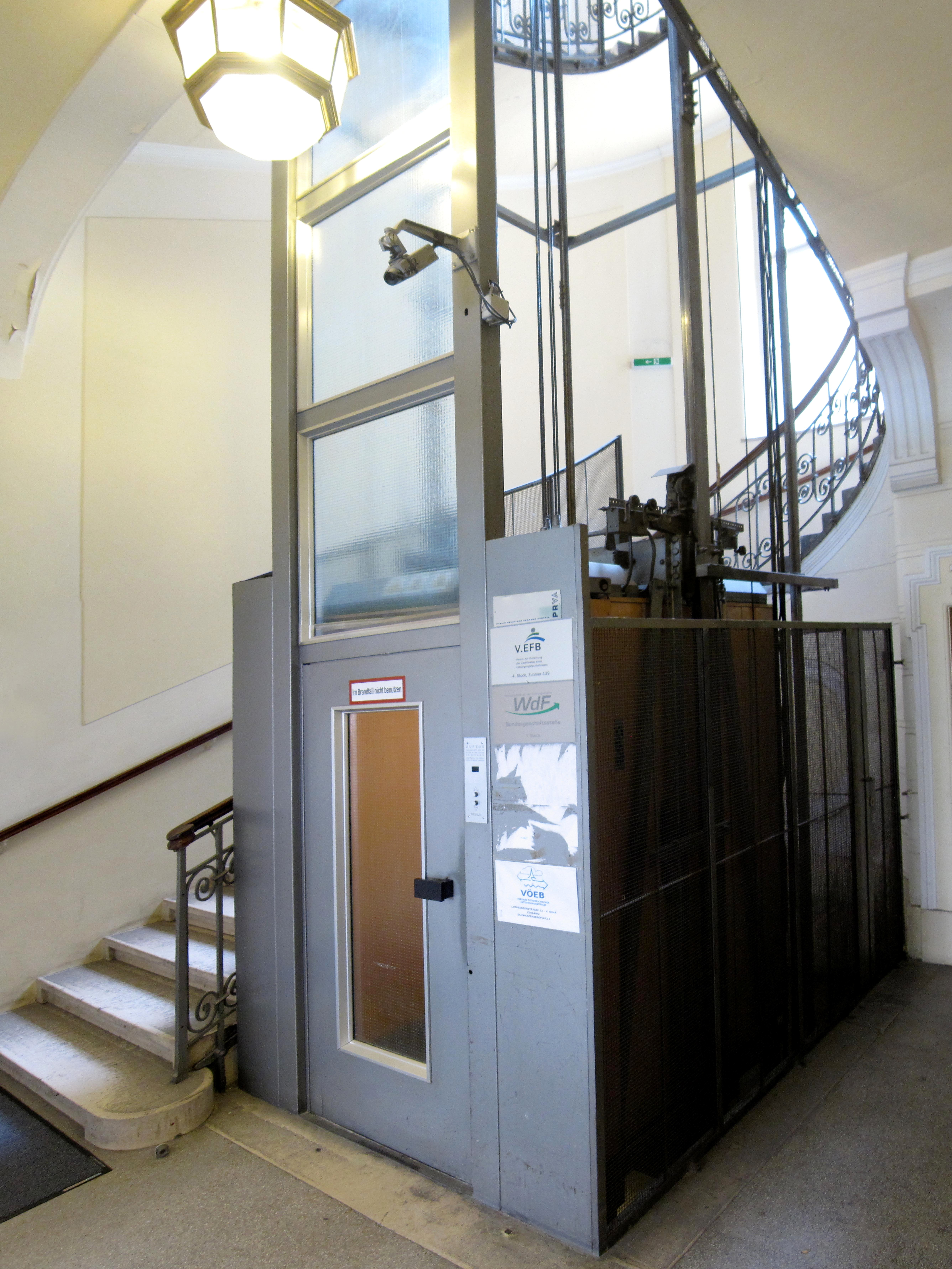
Freissler-Aufzug F. Nr. 25341 (1973)

Der Erste Weltkrieg und der Zusammenbruch der Monarchie brachten schwere Zeiten für das Unternehmen. Franz Freissler (1879–1967), ein Neffe des Gründers, übernahm das Unternehmen von Max Steskal, der aus gesundheitlichen Gründen zurücktrat. Das Unternehmen konnte sich nur mühsam wieder aufbauen. In dieser Zeit wurde für den Gasbehälter Leopoldau ein Aufzug mit einer Hubhöhe von 96 Meter gefertigt.
Nach dem Zweiten Weltkrieg fand eine Modernisierung und Neuentwicklung statt. 1950 wurden 300 Aufzugsanlagen nach Griechenland exportiert, 1958 bestanden Exportverbindungen in über zwölf Länder Europas, Südamerikas und im Nahen Osten. Neben Aufzügen wurden auch Elektroflaschenzüge und Rolltreppen produziert.
Das Unternehmen bestand rund hundert Jahre eigenständig, 1969 wurde Otis Mehrheitseigentümer. Als Otis-Tochter wurde in den 1970er-Jahren, der Konzernphilosophie folgend, Freissler in Freissler-Otis umbenannt. Im Jahr 1991 erfolgte die Umbenennung in Otis Austria GmbH. Damit war nach 123 Jahren der traditionsreiche Name der österreichischen Aufzugsbranche Geschichte.